# Crkva sv. Jurja (Jezero Klanječko)
Crkva sv. Jurja je rimokatolička crkva u mjestu Hršak Breg, općini Veliko Trgovišće, zaštićeno kulturno dobro.

## Opis dobra
Crkva sv. Jurja je jednobrodna građevina s polukružnim, izvana poligonalnim svetištem smještena visoko na brijegu izvan naselja Jezero Klanječko. Izgrađena je najvjerojatnije u prvoj pol. 17. st. o čemu svjedoči uklesana godina 1622. na šiljastom završetku kamenog nadvratnika ulaza. Tijekom stoljeća kapela je pretrpjela brojne preinake. Predstavlja vrijedan primjer građevine s djelomično očuvanim kasnogotičkim oblicima unatoč većim pregradnjama u baroknom razdoblju. Nekad sjedište velike župe u vizitaciji se spominje već u prvoj pol. 15. st. Unutrašnjost crkve sačuvala je kvalitetan inventar, koji obuhvaća predmete od 17. do 19. st

## Zaštita
Pod oznakom Z-2099 zavedena je kao nepokretno kulturno dobro - pojedinačno, pravnog statusa zaštićena kulturnog dobra, klasificirano kao "sakralna graditeljska baština".